# Боровлянка (Белозерский район)
Боровля́нка — село в Белозерском районе Курганской области. Административный центр Боровлянского сельсовета.

## География
Расположено в 50 км к северу от районного центра, села Белозерское. Через село протекает река Боровлянка. Рядом с селом проходит автодорога Курган — Тюмень.

## История
До 1831 года селение служило местом ссылки каторжан на винокуренный казённый завод.

## Население
| 1912 | 1926  | 1989  | 2002 | 2010 |
| ---- | ----- | ----- | ---- | ---- |
| 1149 | ↘1066 | ↗1208 | ↘977 | ↘852 |

## Достопримечательности
На территории села находится храм во имя святителя Николая Чудотворца.